# Andrew Loog Oldham
Andrew Loog Oldham (* 29. ledna 1944 Londýn) je britský hudební producent, jedna z významných postav na pozadí britské invaze. V letech 1963–1967 byl manažerem skupiny The Rolling Stones a měl značný podíl na jejich komerčním úspěchu. Mimo to spolupracoval i s dalšími skupinami, jako byli Small Faces, The Nice nebo zpěvačkou P. P. Arnold. V roce 1965 zajistil vydání prvního singlu německé zpěvačky (resp. do té doby spíše modelky a herečky) Nico, která později proslula spoluprací s The Velvet Underground.